# Liboriusz
Liboriusz – imię męskie, powstałe od zlatynizowanego hebrajskiego Libba, co oznacza "natchniony". Patronem tego imienia jest m.in. św. Liboriusz, biskup Le Mans (zm. w IV wieku).
Liboriusz imieniny obchodzi 23 lipca i 9 grudnia.